# Solenopsis rugosa
Solenopsis rugosa é uma espécie de formiga do gênero Solenopsis, pertencente à subfamília Myrmicinae.